# 通商院

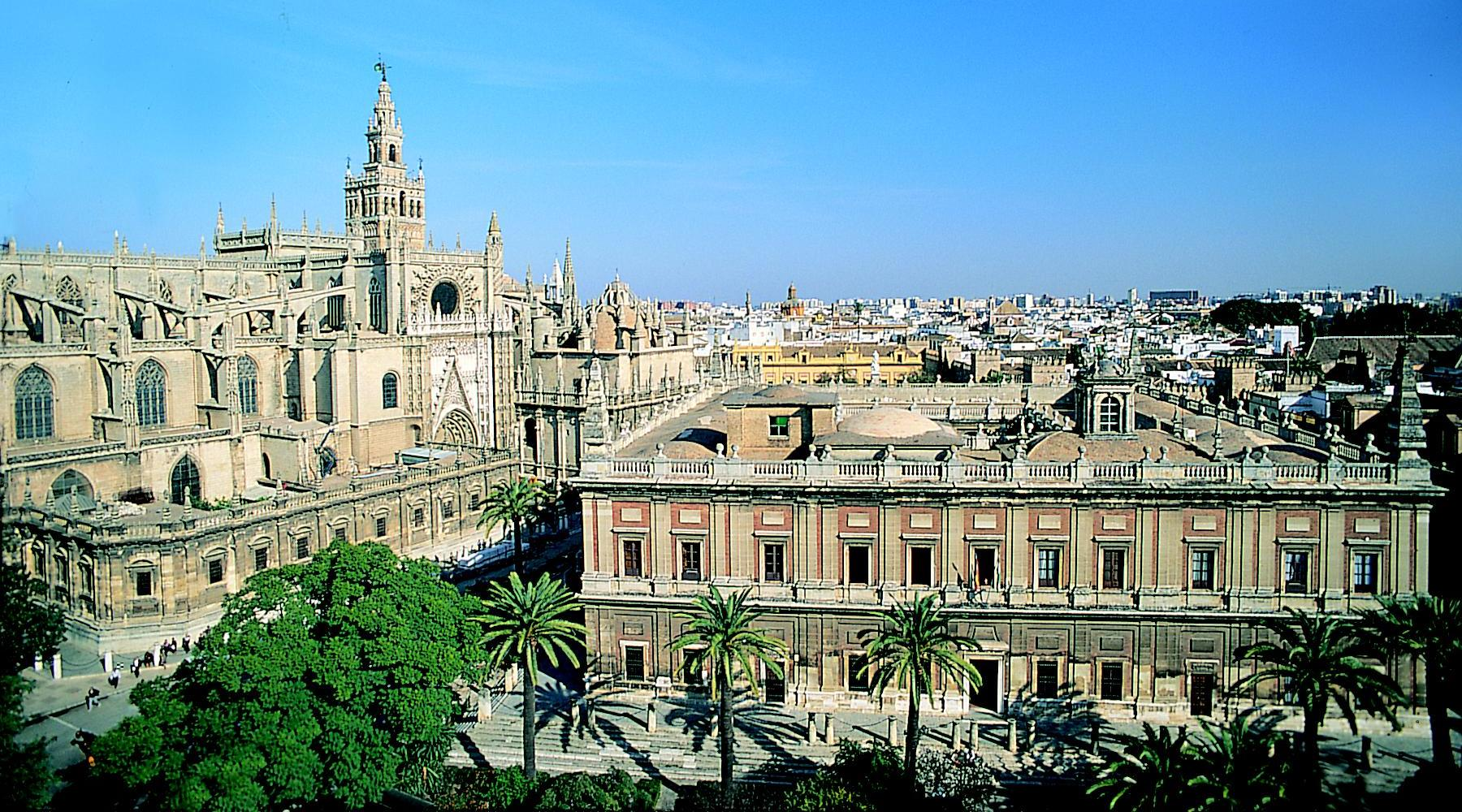
セビリアの通商院。

通商院（Casa de Contratación de las Indias）はスペインにおける植民地統治機関のひとつ。商務院とも訳される。

## 歴史
1503年にセビリアで設立されたのが最初で、新大陸との貿易を王権統制下に置くことを目的としてつくられた。1717年にカディスへ移転、スペイン継承戦争でジブラルタルを占領したイギリスへ接近することとなった。フランス革命で廃止されるまでインディアス枢機会議とともにスペインの植民地政策を支える中心的な機関となった。

## 機能
通商院の機能は大きく次の5つがある。
1. 貿易管理
新大陸へ渡る船舶は全て通商院の許可を必要とした。出航地は18世紀まではセビリアに限定されており、入航地もハバナ、ベラクルス、カルタヘナ、パナマなどに限定されており、それらの管理と承認が通商院の主な業務となった。1543年にフロータス制度が敷かれると船舶は船団を組むことが義務付けられ、出航時期は年2回と厳しく統制されるようになった。フロータス制度の下に搬入出される物資もすべて通商院下に統一され、とりわけ新大陸から持ち込まれる貴金属などの物資は厳しい関税が課せられた。
2. 関税管理
新大陸貿易に関連する税としては取引税（アルカバラ）と輸出入関税（アルモハリファスゴ）があり（1566年までは輸出品に関して合計7.5%、輸入品に関して合計15%、以降は輸出品15%、輸入品17.5%）、通商院はその徴税業務に従事した。一時期はセビリアのコンスラードに業務委託していた。
3. 出入国管理
新大陸貿易を行うことのできる商人はスペイン生まれのスペイン人に限定されており、植民者の渡航に関しても厳しい統制下に置かれていた。通商院はこれらの出入国を管理した。
4. 訴訟管理
通商院は貿易に際しての違法行為や公海上での不法行為について民事・刑事訴訟の審議を行った。ただし死刑や切断刑などの重刑に関してはインディアス枢機会議にて判断された。
5. 航海術の訓練
1508年に通商院の役職として主席航海士（ピロート・マヨール）が設置されて以降は海図の作成や新発見地の地図作成などをはじめとする研究機関としての役割を担うようになり、航海士の養成および航海術の資格認定を取り仕切った。